# William Lee Knous

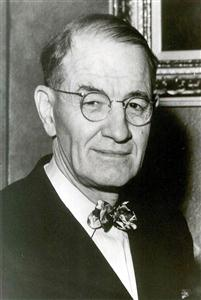
William Lee Knous

William Lee Knous (* 2. Februar 1889 in Ouray, Colorado; † 13. Dezember 1959 in Denver, Colorado) war ein US-amerikanischer Jurist und Politiker (Demokratische Partei) und von 1947 bis 1950 der 30. Gouverneur des Bundesstaates Colorado.

## Frühe Jahre und politischer Aufstieg
William Knous studierte bis 1911 an der University of Colorado in Boulder Jura. Danach arbeitete er als Anwalt in einer Kanzlei, wo er Spezialist für Bergbau- und Bewässerungsfragen wurde. Knous war Mitglied der Demokratischen Partei. Zwischen 1926 und 1930 amtierte er als Bürgermeister der Stadt Montrose. Von 1928 bis 1930 war er Abgeordneter im Repräsentantenhaus von Colorado; zwischen 1930 und 1936 saß er im Staatssenat. Dort war er zeitweise Fraktionsvorsitzender seiner Partei und zwei Jahre lang Senatspräsident. Von 1937 bis 1947 war er Richter am Colorado Supreme Court. Am 5. November 1946 wurde er mit 52:48 Prozent der Stimmen gegen den Republikaner Leon E. Lavington zum neuen Gouverneur gewählt.

## Gouverneur und Bundesrichter
Knous trat sein neues Amt am 14. Januar 1947 an. Im Jahr 1948 wurde er in eine zweite Amtszeit gewählt. In seiner Regierungszeit wurden die Schulen besser vom Staat finanziert. Auch die staatliche Entschädigung für Arbeitsausfälle wurde erhöht und die Autobahnverwaltung wurde reformiert. Der Staatshaushalt war nicht nur ausgeglichen, sondern verzeichnete einen deutlichen Überschuss.
Am 15. April 1950 trat Knous vorzeitig von seinem Amt zurück, um die Stelle eines Richters am Bundesbezirksgericht für den Distrikt Colorado zu übernehmen. Dieses Amt behielt er bis zu seinem Tod im Jahr 1959. Mit seiner Frau Julia Bain hatte Knous drei Kinder. Sein Sohn Robert war von 1959 bis 1967 Vizegouverneur von Colorado.